# Asu o tsukuru hitobito
Asu o tsukuru hitobito este un film japonez din 1946, regizat de Akira Kurosawa.